# Стадион Юных пионеров
Стадио́н «Ю́ных пионе́ров» — первое специализированное физкультурно-спортивное внешкольное учреждение в СССР. Находился в районе «Беговой» Северного административного округа Москвы, недалеко от станции метро «Динамо».
В советское время на стадионе работало множество секций — футбольная, фигурного катания, а также стрельбы, лёгкой атлетики, конькобежного спорта и др. Действовали волейбольные, баскетбольные площадки и теннисные корты. Зимой их заливали для хоккея. Летом были открыты футбольное поле и беговые дорожки для лёгкой атлетики. Здесь проходили соревнования Олимпийских игр 1980 по хоккею на траве.
12 октября 2015 года, в канун своего 90-летия, стадион был окончательно закрыт и вскоре снесён.

## История

### Конец XIX века
Территория стадиона находится в непосредственной близости к месту проведения XV Всероссийской художественно-промышленной выставки 1882 года. Открылась выставка 20 мая, через пять дней после коронации Александра III. Ради предполагавшегося высочайшего визита по проекту главных архитекторов выставки А. С. Каминского и А. Е. Вебера на выставочной площадке выстроили Императорский павильон — небольшое, изящное каменное здание в русском стиле. Царский павильон — единственная постройка грандиозного выставочного ансамбля, сохранившаяся до наших дней.
После этого на Ходынском поле, где продолжали проводиться выставки, например Ремесленная выставка 1885 года.
К Французской торгово-промышленной выставке 1891 года Императорский павильон был капитально отремонтирован. После неё главный выставочный павильон разобрали и увезли в Нижний Новгород, где он ещё послужил на XVI Всероссийской выставке 1896 года.
Во второй половине XIX столетия в России начало развиваться организованное спортивное движение.
16 декабря 1895 года в Москве на территории, где впоследствии был построен стадион Юных пионеров, состоялось торжественное открытие первой в стране организации, руководящей развитием лыжного спорта — Московского клуба лыжников (МКЛ), который стал одним из первых в России и одним из самых известных до революции спортивных клубов. Эту официальную дату и принято считать днём рождения лыжного спорта в России.
В 1914 году здесь прошла Фабрично-заводская и ремесленная выставка, для которой были выстроены новые павильоны. На 1916 год планировалось провести беспрецедентную по размаху Всероссийскую выставку, но с началом Первой мировой войны этот грандиозный проект был свёрнут.

### 1900—1926
Параллельно с выставочной деятельностью в стране вообще и в Москве в частности понемногу развивалась и спортивная жизнь.
В 1901 году возникло «Общество любителей лыжного спорта» (ОЛЛС).
С 1902 года разыгрывались личные первенства Москвы, в которых принимали участие от 5 до 25 спортсменов. Командное первенство Москвы разыгрывалось с 1910 года. Это была эстафетная гонка вокруг Москвы, дистанция составляла 60—70 вёрст. В том же году состоялся и первое лыжное первенство России: 12 москвичей, один санкт-петербуржец и один нижегородец прошли 30 вёрст по Ходынскому полю. Из 28 участников последнего дореволюционного первенства страны 25 были москвичами.
21 марта (8 марта) 1909 года популярная газета «Русское слово» в рубрике «Московскія вѣсти» опубликовала следующую новость:

У лыжниковъ.
Общество лыжниковъ получило отъ города для своего клуба въ арендное пользованіе на 8 лѣтъ Царскій павильонъ на Ходынскомъ полѣ. Кромѣ павильона, городъ даетъ лыжникамъ за дешевую арендную плату полдесятины земли съ обязательствомъ предоставлять тамъ безплатное катаніе на лыжахъ учащимся городскихъ школъ.

С этого момента и начинается официальная спортивная история этой части Ходынского поля. В 1910 году лыжный спорт в Москве стала координировать Московская лига лыжебежцев (МЛЛ). Ещё через два года власти зарегистрировали Всероссийский союз лыжников (ВСЛ), однако из-за отсутствия государственного финансирования заметной роли в развитии спорта он не сыграл.
Уже до революции здесь стали проводиться первые спортивные состязания.
В 1909 году здесь была построена специализированная футбольная площадка по инициативе города Москвы. Принадлежала она «Московскому клубу лыжников» (МКЛ), находившемуся в бывшем Царском павильоне с условием бесплатных занятий с детьми в зимний период. С этого учреждения началась история стадиона «Юных Пионеров» или коротко СЮП. Получив в своё распоряжение землю и здание Царского павильона, МКЛ начал немедленно обустраивать территорию. Появилась игровая площадка, были созданы прыжковый сектор, сектор для метания, первая и единственная на всю Москву 300-метровая гаревая дорожка.
В 1913 году здесь прошли соревнования по бегу на 100 метров. Журнал «К спорту» в номере № 9 за 1913 год опубликовал несколько фотографий с проходивших здесь соревнований, в том числе и «фотофиниш» стометровки. Первым финишировал российский и московский спортсмен Борис Котов. Большая звезда в реальной жизни была сиреневого цвета и никакой идеологической нагрузки не несла, это всего лишь эмблема клуба МКЛ. Сзади заметны корпуса больницы имени К. С. Солдатёнкова (ныне — им. Боткина), что позволяет точно привязать происходящее к местности.
В 1914—1918 гг., во время Первой мировой войны стадион пришел в запустение, и на его месте образовалось гигантское кладбище сломанных трамваев.
В 1917 году от того же Царского павильона стартует первый выезд клуба московских мотористов. Именно отсюда, от дома МКЛ (бывшего Царского павильона) стартовал первый организованный пробег тогдашних московских байкеров — членов Московского клуба мотористов — по маршруту Москва — Химки.
В 1916 году собирались открыть огромную Всероссийскую выставку, но наступали другие времена и этой задумке не суждено было осуществиться.
Командное первенство Москвы 1916 года стало крупнейшим дореволюционным лыжным соревнованием: для участия в нём восемь спортобществ выставили около 100 лыжников.
В марте 1923 года стадионный комплекс МКЛ стал собственностью Российского коммунистического союза молодёжи (РКСМ) Краснопресненского района города Москвы. Но у комсомольцев до стадиона не дошли руки, он так и остался не восстановленным.
Весна 1926 года ознаменовалась очередной реорганизацией спортивного движения в СССР. В середине апреля 1926 года президиум МГСФК постановил распустить те спортивные организации, которые строились не по производственному принципу, так называемые районные кружки. В их число попали «Красная Пресня», ОППВ, «Динамо», ЦДФК, «Красные Сокольники», «Спартак», МОСНАВ (бывший МГСФК) и некоторые другие клубы. Все члены районных команд должны были перейти в профсоюзные кружки в зависимости от своего места работы. Для проведения в жизнь этого постановления создали специальную комиссию. Мощные силовые ведомства — ОГПУ и Военвед — свои команды в итоге сохранили. Возможно, независимый статус сохранила бы и «Красная Пресня», но новаторские решения МГСФК совпали с назначением председателя Краснопресненского исполкома Николая Пашинцева председателем ЦК профсоюза пищевиков. Пашинцев любил футбол и на своей предыдущей должности немало времени отдавал команде. Помог он ей и в этой непростой ситуации, организовав перевод под крыло профсоюза пищевиков. Так «Красная Пресня» сменила хозяина и название. Отныне лучшая команда Москвы стала называться «Пищевики», полностью — команда Центрального клуба имени Томского (М. П. Томский в то время занимал должность председателя ВЦСПС).
В 1926 году союз пищевиков получил в своё ведение расположенный в Петровском парке бесхозный стадион и прилегающую к нему территорию от РКСМ Краснопресненского района Москвы. Грандиозные по масштабам работы начались в апреле 1926 года. И к июлю новая арена, крупнейшая на тот момент в СССР, была построена, получив название — стадион имени Томского союза пищевиков (СТСП).
В состав спортивного комплекса, когда он был доведен до конца, входили: 3 футбольных поля (одно основное и два тренировочных), 2 легкоатлетические дорожки, специальные площадки для отдельных видов легкой атлетики, 4 баскетбольных площадки, 4 волейбольных, пушбольная, площадка для игры в крокет, 4 теннисных корта, 3 бетонных площадки для игры в городки, специально оборудованные места под навесом для летних занятий борьбой, боксом, гирями, кегельбан, 200-метровый тир, 500-метровый велодром. Предметом гордости Стадиона имени Томского союза пищевиков была центральная арена стадиона — футбольное поле размером 85×115 метров с трибунами (на момент открытия была построена лишь одна трибуна). За футбольными матчами могли одновременно наблюдать 13 тысяч зрителей (позже стадион располагал трибунами на 8000 человек и насыпью, где могли расположиться еще 15 тысяч), в то время как «Красная Пресня», перешедшая к союзу текстильщиков и «Трехгорке», вмещала лишь 3000. Заведующим стадионом на много лет стал игрок «Пищевиков» Сергей Егоров.

### 1926—1950
Когда был определен регламент чемпионата, оказалось, что ни в одной из трех групп не нашлось места «Пищевикам», «Трехгорке», получившей в своё распоряжение ряд игроков распущенного МОСНАВа, ОППВ и «Динамо». Но вскоре все было улажено, хотя и не до конца. Если «Пищевики» и «Трехгорка» стали полноправными членами лиги, то «Динамо», ОППВ и «Красное Орехово» официально играли в чемпионате города вне конкурса, хотя в дальнейшем спортивная общественность и периодические издания того времени и закрывали на это решение глаза. В чемпионате Москвы 1926 года команды соревновались в трех группах, причем в первую были включены сразу 14 коллективов.
В августе 1926 года впервые состоялось всесоюзное первенство пищевиков, которое проходило на стадионе имени Томского. В его программу входил и футбольный турнир, правда, за титул лучшей команды спорили лишь москвичи и ленинградцы.
Из событий, произошедших в жизни «Пищевиков» до начала чемпионата 1929 года, стоит выделить товарищеский матч с КОРом (2:0), состоявшийся 12 мая 1929 года. Он был проведен в рамках большого спортивного праздника, посвященного открытию реконструированного и модернизированного стадиона им. Томского. В 1931 году решением ВЦСПС был ликвидирован единый профсоюз пищевиков. Он распался на два десятка мелких отраслевых профсоюзов. В новых условиях «Пищевики» перешли под крыло Всекопромсовета (МСПК). Отныне команда стала называться «Промкооперация». Реформа отразилась и на кадровом составе. В команду фабрики «Дукат» перешли ведущие игроки «Промкооперации». Команда «Дукат» выступала во 2-й группе первенства Москвы и теперь получила в своё распоряжение стадион им. Томского.
В апреле 1929 года Томский вместе с Бухариным и Рыковым были признаны «правыми уклонистами»; Томского сняли с должности, и в большой политике он с тех пор роли не играл (в 1936 году покончил жизнь самоубийством). Ушло его имя и из названия стадиона Добровольного спортивного общества «Пищевик». В начале 1930-х годов, в рамках политики «всё лучшее — детям», партией и правительством было принято решение ориентировать комплекс на работу с детьми и юношеством. Так на карте города Москвы появился Стадион «Юных пионеров» (СЮП). Поэтому во всех советских путеводителях датой основания СЮП считается 1932—1934 гг., хотя на самом деле стадион носил официальное название "Стадион ДСО «Пищевик» до конца 30-х годов.

### 1950—2000
В 1968 году на стадионе вступил в строй легкоатлетический манеж, ограничивший стадион с северо-запада. В здание 120×30 м вписана круговая 200-метровая беговая дорожка, прямые дорожки для бега на 60 и 100 м, секторы для прыжков и метаний. Галерея второго этажа вмещает тысячу зрителей.
Внешний облик манежа по сравнению с сооружениями стадиона 1950-х годов может служить наглядным примером коренной перестройки советской архитектуры. Каркасно-панельное здание решено в строгих, лаконичных формах, крупномасштабные фасады ничем не размельчены. Стеклянные витражи высотой 4 м вдоль обеих сторон зала связывают внутренний объем с окружающей природой, а вечерами при ярко освещенном интерьере служат своеобразными экранами, на которых по велотреку движутся силуэты занимающихся спортсменов. Введенный в эксплуатацию в 1977 году новый каток с ледяной ареной 60×30 м и залом хореографии 18×9 м пришел на смену первой в нашей стране площадке с искусственным льдом 30×20 м, где десятки лет работала детская школа. В результате полной перепланировки помещений под северной трибуной организованы новые комфортабельные раздевальные с современным оборудованием и реабилитационными ваннами, пресс-центр с набором всех необходимых служб, буфеты, бары, узлы связи. Необычно наклоненные к чаше стадиона четыре трубчатые 70-метровые мачты со 120 прожекторами на каждой обеспечивают повышенную освещенность, необходимую для цветного телевидения.
В то же время, когда перестраивалась большая арена, значительно расширились и границы стадиона. На участке площадью более 30 га во второй половине 1930-х годов возникли новые сооружения — малый стадион с деревянными трибунами на три тысячи мест, тренировочное футбольное поле с гаревым покрытием. Путеводитель по Москве 1975 года сообщает:

От входа через весь стадион ведет аллея. Справа от неё — сектор баскетбола и волейбола, слева — футбольное поле с трибунами на 7 тыс. человек, легкоатлетические секторы и беговая дорожка. Далее расположены гимнастический и акробатический городки, теннисные корты, за которыми — малое атлетическое поле. Рядом с кортами — здание первого в Советском Союзе крытого катка с искусственным льдом (1955). По аллее можно пройти к Дому физической культуры, в котором есть гимнастический зал и ряд других помещений. В западном секторе расположен велотрек, построенный в 1951 г. В 1967 г. здесь вступил в строй легкоатлетический манеж… Стадион — крупнейшая детская спортивная школа, в которой занимается более 2 тыс. юных спортсменов в возрасте 5—18 лет. Здесь начинали свой путь многие выдающиеся мастера спорта: футболисты, гимнасты, легкоатлеты, фигуристы, лыжники и другие…

## Ограда стадиона
Входы в парки, скверы или на стадионы и их территория благоустраивались, к проектированию привлекались ведущие архитекторы. Художественному металлу отводилась значительная роль в оформлении таких объектов. Из всего многообразия изделий, выполненных в 1930—1960 гг. для мест массового спорта и отдыха, рассмотрим высокие ограды и ворота. Эти изделия имеют некоторые общие черты:
- как правило, в качестве основы, каркаса, на котором строится рисунок ограды или ворот, используют вертикальные стержни или копья;
- композиционное решение всегда рассчитано на обзор с большого расстояния, при этом наибольшее внимание уделяется силуэту решётки;
- поскольку природный ландшафт, как правило, всегда окружает подобные сооружения, то, наряду с классической строгостью основных ритмов, включаются причудливые, свойственные московскому барокко, выразительные красивые линии. Именно они определяют живописность оград и ворот этой группы.

Одной из первых в этот период была сооружена ограда стадиона «Юных пионеров». Со стороны Ленинградского проспекта она имела высоту 3,7 м, опирается на столбы и расположенные с шагом 4 м спаренные стойки диаметром 120 мм со скрытыми под чугунной облицовкой стальными стержнями сечением 80×40 мм, между которыми дана чугунная вставка-заполнение. Центр этой вставки — крупный диск (его диаметр 90 см) с символами пионерской организации — остальное пространство заполнено растительным орнаментом. Вертикальные стержни в виде копий — из стального прута сечением 25×25 мм. — установлены с шагом 180 мм. Для увеличения зрительной толщины стержней они даны с поворотом к плоскости ограды на 45° и попарно соединены чугунными дисками. Соединения стальных элементов выполнены сваркой. Чугунные декоративные изделия двусторонние, они прикреплены к стойкам и стержням винтами.
Проект ограды стадиона «Юных пионеров» датируется 1946 годом. В этом году архитектор Ю. В. Щуко со своим помощником М. М. Арутчьяном спроектировали ограду для Центрального стадиона «Юных пионеров». Изготовил ограду Ногинский литейный завод по чертежам и эскизам.
В 2016 году инициативной группой жителей района Беговой проводится работа о включении ограды стадиона «Юных пионеров», обладающей признаками объекта культурного наследия, в единый государственный реестр объектов культурного наследия (ОКН) (памятников истории и культуры) народов Российской Федерации.

## Мозаичные панно
По обоим концам ограды стадиона «Юных пионеров» располагаются две закругленные каменные угловые ниши с мозаичными панно. Мозаика «Спорт» находится территориально в конце 1-го Боткинского проезда (чётная сторона). Мозаика «Спорт и дети» территориально расположена в начале Беговой улицы (нечётная сторона), около надземного перехода через ТТК.

### Мозаичное панно «Спорт»
- Местоположение: Москва, Ленинградский проспект, вл. 31
- Год выполнения: 1964
- Художник: Эльвира Павловна Жерносек (род. 1931)
- Композиция и содержание: в левой части мозаики изображены спортсмены, которые бегут по своей беговой дорожке на стадионе. В центральной части изображена девочка, выполняющая упражнения с верёвочкой (скакалкой). В правой части мозаичного панно изображены двое велогонщиков на велосипедах. Подпись автора работы на мозаичном панно отсутствует.
- Статус: «Объект, имеющий признаки объекта культурного наследия» (2016)
- Упоминания: мозаика указана в перечне основных работ Эльвиры Павловны Жерносек в справочнике Санкт-Петербургской государственной художественно-промышленной академии имени А. Л. Штиглица, кафедры монументально-декоративной живописи: «Спорт» (Стадион юных пионеров, Москва, 1964).[6]

### Мозаичное панно «Спорт и дети»
- Местоположение: Москва, Ленинградский проспект, владение 31
- Год выполнения: 1964
- Художник: Мартуни Левонович Потикян
- Композиция и содержание: в левом нижнем углу мозаики изображены две девочки с гимнастическими обручами. Одна из девочек стоит ровно, в левой руке держа обруч, а вторая девочка изображена в динамической позе, выполняя упражнение с обручем. В центральной части мозаики изображён вратарь, который ловит мяч, летящий к нему во время футбольного матча. В правом верхнем углу изображены три мальчика, которые выполняют упражнения с мячами. В правом нижнем углу мозаики имеется подпись автора работы «Потикян 64».
- Статус: «Объект, имеющий признаки объекта культурного наследия» (2016)
- Упоминания: мозаика указана в перечне произведений М. Л. Потикяна в альбоме «Московские монументалисты» (авт.-сост. М. Л., Терехович, 1985) и в каталоге работ М. Л. Потикяна (конец 2000-х годов).

## Стадион в популярной культуре
Да, мы жили в районе Петровского парка. Стадиона «Динамо» там еще не было (его построят только в 1928-м — Прим. ред.). Но рядом был стадион имени Томского (позже его переименуют в стадион Юных пионеров, а уже в наши дни на его месте построят развлекательный и бизнес-центры — прим. ред.). Вот на этом стадионе «Спартак», можно сказать, и начинался. Мы, мальчишки, там и в футбол, и в хоккей с мячом играли.

<…> как изменился мой СЮП! Слева от меня те же невысокие трибуны стадиона, но теперь на поле положен искусственный газон, а справа тянется длинное прозрачное здание крытого манежа для легкоатлетов и, наконец, глухой прямоугольник нашего крытого катка. Народу на СЮПе значительно поубавилось, хотя вроде бы детей сейчас рождается больше, чем раньше.
На СЮПе прошло мое детство. <…>
Что представлял собой в те годы каток на СЮПе? Их было два. Один и тогда, тридцать лет назад, был закрытый, с искусственным льдом, но площадка значительно меньше нынешней, и право кататься на нем имели лишь лучшие спортсмены. Остальные занимались на открытом стадионе, К катку примыкала теплушка. В ней стояли старинные кресла, висело огромное зеркало в раме. Уроки хореографии проходили на другом конце стадиона, в Доме физкультуры, перестроенной церкви, где на втором этаже тренировались гимнасты и акробаты, внизу расположился зал хореографии, с зеркалами и станком вдоль стены. Мотались мы и на трек, погонять на велосипеде.
На СЮПе всегда было шумно и везде бегал народ. Кто в волейбол играет, кто в баскетбол. Зимой каток на стадионе заливали не только для фигуристов, по краям были проложены дорожки для конькобежцев. С конькобежцами фигуристы дружили — они целый день на льду и мы тоже. Иногда нам, совершенно незаслуженным, выпадали занятия на маленьком пятачке искусственного льда — они приходили как награды, их не пропускали…

### Стадион в литературе
- Рассказ Сергея Марковича Белорусеца «Стадион Юных пионеров»[9]
- Роман Ильи Ильфа и Евгения Петрова «Двенадцать стульев», глава XXXIII[10]

### Тема уничтожения стадиона в СМИ
- В 2009 году вышла статья Б. Ляув и А. Филатова «Coalco застроит Юных пионеров».[11]
- В марте 2016 года вышла статья В. Колыванского под названием «Власти Москвы загоняют столицу в транспортный коллапс».
- 9 марта 2016 года на радиостанции «Комсомольская правда» в эфир вышел часовой выпуск программы «Среда» с Ульяной Скойбедой. Тема выпуска — «Разрушение стадиона „Юных пионеров“».[12][13]